# Akron (Alabama)
Akron es un pueblo ubicado en el condado de Hale en el estado estadounidense de Alabama. En el censo de 2000, su población era de 521.

## Demografía
En el 2000 la renta per cápita promedia del hogar era de $19,875, y el ingreso promedio para una familia era de $21,250. El ingreso per cápita para la localidad era de $10,929. Los hombres tenían un ingreso per cápita de $22,396 contra $18,500 para las mujeres.

## Geografía
Akron se encuentra ubicado en las coordenadas 32°52′35″N 87°44′28″O / 32.87639, -87.74111 (32.876425, -87.740978).
Según la Oficina del Censo de los EE. UU., la ciudad tiene un área total de 0.55 millas cuadradas (1.44 km²).